# Eberhard J. Wormer
Eberhard Jürgen Wormer (* 22. August 1951 in Frankfurt am Main) ist ein deutscher Medizinjournalist und Autor populärwissenschaftlicher Sachbücher und Ratgeber.

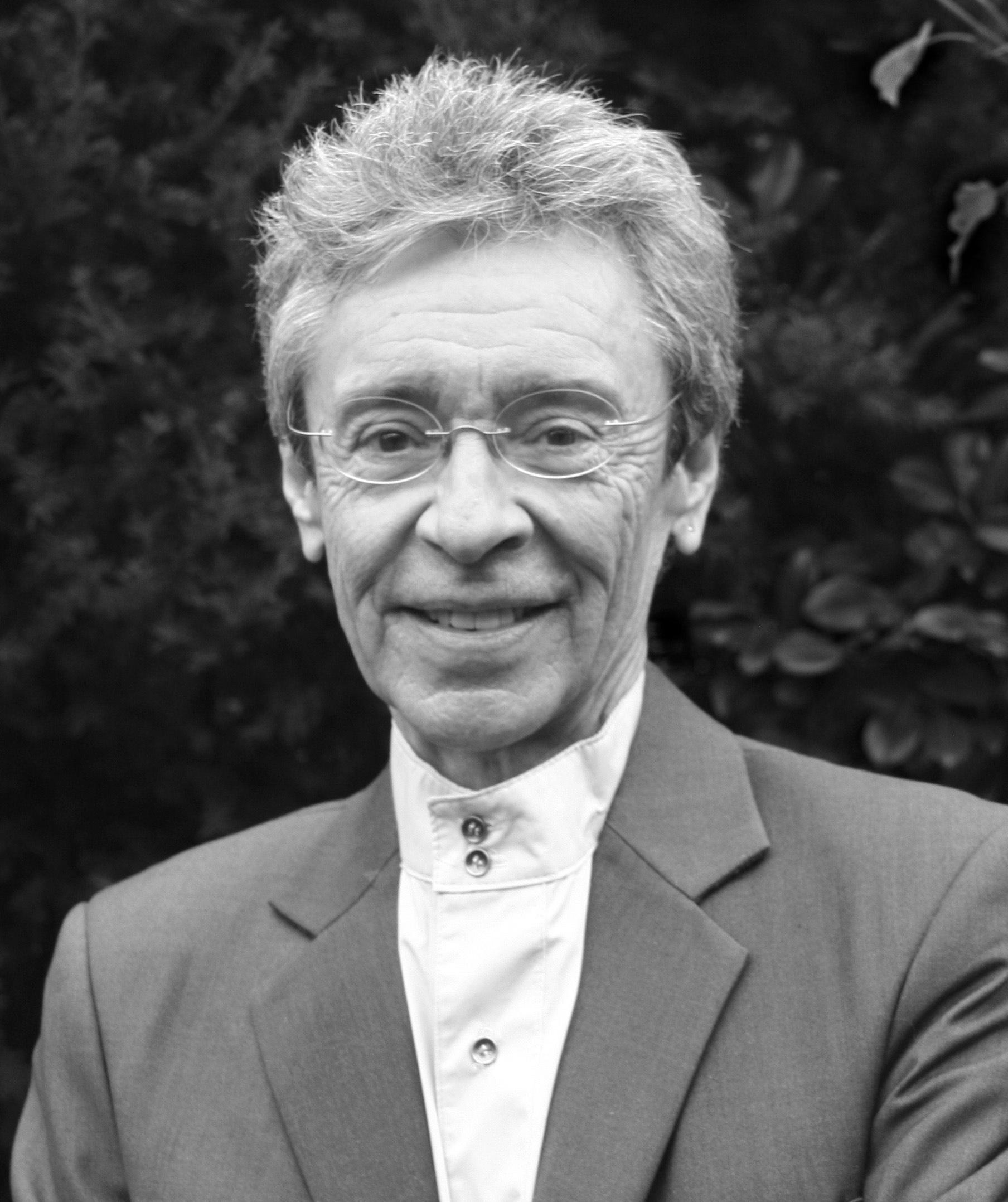
Eberhard J. Wormer 2018

## Leben
Nach der Grundschule besuchte er das Pestalozzi-Gymnasium München und das Kurt-Huber-Gymnasium in Gräfelfing. Von 1971 bis 1978 studierte er Germanistik, Geschichte und Sozialkunde für das Lehramt am Gymnasium an der Ludwig-Maximilians-Universität München. Er absolvierte im Anschluss ein Studium der Medizin an der Technischen Universität München und der Universität Regensburg. 1985 wurde er als Arzt approbiert. Für die Promotion bearbeitete er Handschriften bayerischer Physikatsärzte (Physikatsberichte) aus dem 19. Jahrhundert im Rahmen einer deskriptiven Studie. 1986 schloss er die Promotion ab und arbeitete als praktischer Arzt in Nürnberg. Er lektorierte für den Medizinverlag Urban & Schwarzenberg. 1987 trat er eine Stelle als Redakteur im Medikon-Verlag an. Seit 1988 ist Wormer als freier Journalist und Autor tätig, 1989 bis 2010 für die Fachzeitschrift Praxis-Depesche.
Von 2001 bis 2005 befasste sich Wormer für Eli Lilly mit dem Thema Bipolare Störung und mit dem atypischen Neuroleptikum Olanzapin. Durch diese Zusammenarbeit entstanden ein Buch, eine kommentierte Online-Edition des Originaltextes von Emil Kraepelin sowie Fachartikel. Von 2004 bis 2008 war er für Fresenius Biotech im Bereich medical publishing (klinische Studien, Produktmonographie) für den polyklonalen Antikörper ATG tätig. Durch diese Arbeit gewann er Einblicke in alle Aspekte der Transplantationsmedizin sowie in historische und aktuelle globale Entwicklungen auf diesem Gebiet.
Ein Schwerpunkt von Wormers Arbeiten betrifft seit 1995 populärwissenschaftliche Veröffentlichungen zu medizinischen und wissenschaftlichen Themen. Er veröffentlichte Ratgeber und Monographien der Themengebiete Medizin und Gesundheit für Publikumsverlage. Für den Lingen-Verlag in Köln fungierte Wormer von 2007 bis 2020 als Herausgeber und Autor von Gesundheitsratgebern für den Massenmarkt. Darüber hinaus ist er als Übersetzer aus dem Englischen tätig. In jüngster Zeit publizierte er Beiträge zu medizinisch umstrittenen Themen wie Vitamin D, Herzglykoside, Homocystein, Cannabismedizin und pflanzliche Antibiotika.
Eberhard J. Wormer ist verheiratet und wohnt in Neuhausen-Nymphenburg, München.

## Kulturelles Wirken
In der Kindheit begann er Klavier und Geige zu spielen, bildete sich autodidaktisch weiter und absolvierte 1978 die Private Jazz School München (Joe Haider). Bis 1989 arbeitete er auch als professioneller Musiker, überwiegend als Pianist in unterschiedlichen Musikgenres und Formationen. 1993 inszenierte und produzierte er den Songcontest Der wahre Grand Prix in München. 1995 stellte Wormer im Kunsthof Türkenhof in München das Zweipersonenstück Haie und Hasen (Seascape with sharks and dancer) des US-Dramatikers Don Nigro in eigener Übersetzung vor. Hauptdarsteller waren Johanna S. Gordon und Christian A. Koch. 1996 inszenierte er den monologischen Einakter Cincinnati von Don Nigro, gleichfalls in eigener Übersetzung, der in Freiburg und München gezeigt wurde. 2011 bis 2019 war er als Produzent und Keyboarder an einem Münchner Classic-Rock-Projekt beteiligt.
2019 stiftete er einen Konzertflügel für ein Pflegezentrum der Inneren Mission München im Stadtteil Sendling. 2024 kooperierte er mit Terry Swartzberg für das Gedenkprojekt Faces for the Names und unterstützte die Verlegung von sechs Stolpersteinen in Neuhausen (Volkartstraße 40). 2025 kuratierte er eine Gedenkveranstaltung und Lichtinstallation am Widerstandsdenkmal auf dem Platz der Freiheit im Rahmen der Stadtteilwoche Kultur Neuhausen.

## Preise und Auszeichnungen
- AZ Stern der Woche 1995[22]
- Medienpreis Bipolar 2002[23]
- Medienpreis Bipolar 2003[24]
- Medienpreis Bipolar 2004[25]

## Werke (Auswahl)
- Alltag und Lebenszyklus der Oberpfälzer im 19. Jahrhundert. Rekonstruktion ländlichen Lebens nach den Physikatsberichten der Landgerichtsärzte 1858–1861. Neue Schriftenreihe des Stadtarchivs München, München 1988, Miscellanea Bavarica Monacensia, Band 114, ISBN 3-87821-268-2
- Syndrome der Kardiologie und ihre Schöpfer. Mit einem Geleitwort von E. Miles Vaughan Williams. Medikon, München 1989, ISBN 3-923866-28-3
- Angiologie Phlebologie. Syndrome und ihre Schöpfer. Mit Vorworten von Dr. Jacob Churg und Dr. Friedrich Wegener. Medikon, München 1991, ISBN 3-923866-42-9
- Bipolar. Depression und Manie. Leben mit extremen Emotionen. Knaur, München 2002, ISBN 3-426-66748-7
- Mehr Wissen über … Stammzellen. Lingen, Köln 2003, ISBN 978-3-937490-00-7
- Organspende. Lebensrettende Transplantation. Lingen, Köln 2010, ISBN 978-3-941118-50-8
- Vitamin D. Kopp, Rottenburg 2014, ISBN 978-3-86445-159-1
- Strophanthin. Comeback eines Herzmittels. Kopp, Rottenburg 2015, ISBN 978-3-86445-229-1
- mit Stephen Harrod Buhner, Grüne Antibiotika. Mankau, Murnau 2015, ISBN 978-3-86374-224-9
- mit Stephen Harrod Buhner, Borreliose Koinfektionen. Herba Press, Aschaffenburg 2020, ISBN 978-3-946245-07-0
- Vitamin B12. Kopp, Rottenburg 2017, ISBN 978-3-86445-462-2
- mit Johann A. Bauer, Fibromyalgie. Die Lösung des Schmerzproblems. Kopp, Rottenburg 2018, ISBN 978-3-86445-545-2
- Gutes Cholesterin – Böses Homocystein. Herba Press, Aschaffenburg 2019, ISBN 978-3-946245-06-3